# Lhotka nad Labem
Lhotka nad Labem är en ort i Tjeckien.   Den ligger i regionen Ústí nad Labem, i den nordvästra delen av landet, 60 km nordväst om huvudstaden Prag. Lhotka nad Labem ligger 163 meter över havet och antalet invånare är 257.
Terrängen runt Lhotka nad Labem är kuperad åt nordväst, men åt sydost är den platt.Runt Lhotka nad Labem är det ganska tätbefolkat, med 56 invånare per kvadratkilometer. Närmaste större samhälle är Ústí nad Labem, 15,0 km norr om Lhotka nad Labem. Trakten runt Lhotka nad Labem består till största delen av jordbruksmark.